# ケイ赤城
ケイ 赤城（ケイ あかぎ、1953年3月16日 - ）は、日本生まれで、アメリカ合衆国で活動するジャズ・ピアニスト。

## 略歴
仙台市生まれで、幼少期はアメリカ合衆国オハイオ州に在住した。日本に帰国後、国際基督教大学に入学し哲学と作曲学を専攻する。卒業後は再び渡米する。1979年にジャズ音楽家としてデビューする。アイアート・モレイラ&フローラ・プリムのバンドのピアニストを7年間務めたほか、アル・ディ・メオラのグループなどで活動し、1989年から1991年までマイルス・デイヴィスのバンド・メンバーとして活動する。スタンリー・タレンタインのバンドに10年間在籍したほか、アート・ペッパーなど多くの著名ジャズ音楽家やアラン・ホールズワースなどと共演した。また、音楽教授として1997年から2023年までカリフォルニア大学アーヴァイン校の芸術学部で実技・理論・作曲を担当した。

## ディスコグラフィ

### リーダー・アルバム
- 『シンフォニックフュージョン 地球』 - Symphonic Fusion – The Earth (1983年、Nippon Columbia)
- 『プレイルーム』 - Playroom (1991年、Rhino)
- 『サウンド・サークル』 - Sound Circle (1991年、Paddle Wheel) ※アジアン・アメリカン・ジャズ・トリオ名義
- Mirror Puzzle (1994年、Audioquest)
- 『ニュー・スマイルズ・アンド・トラヴェルド・マイルズ』 - New Smiles and Traveled Miles (1998年、Groove Note)
- 『ヴューポイント』 - Viewpoint (1999年、Video Arts) ※ケイ赤城トリオ名義
- 『パレット』 - Palette (2001年、Video Arts)[3]
- 『グランド・ニュー・タッチ』 - Grand New Touch (2002年、Video Arts) ※辛島文雄&ケイ赤城名義
- 『ア・ヒント・オブ・ユー』 - A Hint of You (2003年、Video Arts) ※ケイ赤城トリオ名義
- 『モダン・アイボリー - プレイング・ザ・レジェンズ・オブ・ピアノ』 - Modern Ivory (2004年、Video Arts) ※ケイ赤城トリオ名義
- 『ライヴ - シェイプス・イン・タイム』 - Live – Shapes in Time (2005年、Video Arts) ※ケイ赤城トリオ名義
- 『リキッド・ブルー』 - Liquid Blue (2007年、Time & Style) ※ケイ赤城トリオ名義
- 『サークルポイント』 - Circlepoint (2014年、Time & Style) ※ケイ赤城トリオ名義
- 『コントラスト&フォルム』 - Contrast & Form (2016年、Time & Style) ※ケイ赤城トリオ名義
- 『アクアパズル』 - Aqua Puzzle (2018年、Time & Style)

### 参加アルバム
マイルス・デイヴィス
- 『マイルス・イン・パリ』 - Miles in Paris (1989年) ※VHS、レーザーディスク、DVD
- 『ライヴ・アラウンド・ザ・ワールド』 - Live Around the World (1996年)

フランク・ギャンバレ
- 『ブレイヴ・ニュー・ギター』 - Brave New Guitar (1986年)
- A Present For The Future (1987年)
- 『ライブ!』 - Live! (1989年)
- Thunder From Down Under (1990年)

アル・ディ・メオラ
- 『幻想都市』 - Tirami Su (1987年) ※アル・ディ・メオラ・プロジェクト名義